# Kranzburg
Kranzburg es un pueblo ubicado en el condado de Codington en el estado estadounidense de Dakota del Sur. En el Censo de 2010 tenía una población de 172 habitantes y una densidad poblacional de 86,92 personas por km².

## Geografía
Kranzburg se encuentra ubicado en las coordenadas 44°53′20″N 96°54′34″O / 44.88889, -96.90944. Según la Oficina del Censo de los Estados Unidos, Kranzburg tiene una superficie total de 1.98 km², de la cual 1.98 km² corresponden a tierra firme y (0%) 0 km² es agua.

## Demografía
Según el censo de 2010, había 172 personas residiendo en Kranzburg. La densidad de población era de 86,92 hab./km². De los 172 habitantes, Kranzburg estaba compuesto por el 99.42% blancos, el 0% eran afroamericanos, el 0% eran amerindios, el 0% eran asiáticos, el 0% eran isleños del Pacífico, el 0.58% eran de otras razas y el 0% pertenecían a dos o más razas. Del total de la población el 0.58% eran hispanos o latinos de cualquier raza.